# Carmen Santos Queiruga
Carmen Santos Queiruga est une femme politique galicienne, députée du Parlement de Galice et membre de Podemos,.

## Biographie
Née le 24 mai 1981 à Porto do Son, elle est diplômée en sciences politiques à l'Université de Saint-Jacques-de-Compostelle. Elle travaille à l'Institut de Recherches Marines du CSIC à Vigo depuis 2007.
En avril de 2016, elle est élue secrétaire générale de Podemos Galice,. Elle est ensuite élue comme députée régionale du Parlement de Galice, après avoir été candidate pour la coalition En Marea dans la province de Pontevedra lors des élections galiciennes de 2016.